# Software AG
Software AG er en tysk virksomhedssoftwarevirksomhed med over 10.000 virksomheder i 70 lande som kunder. Software AG er børsnoteret på Frankfurter Wertpapierbörse.
Virksomheden blev etableret i 1969 af seks unge mennesker, en af disse var matematikeren Peter Schnell, som i mange år var bestyrelsesformand. Databasesystemet Adabas blev lanceret i 1971. I 1979 programmeringssproget Natural. I 1999 lancerede Software AG Tamino Information Server.